# Charles Harrelson
Charles Harrelson, né le 23 juillet 1938 à Huntsville et mort le 15 mars 2007  à l'ADX Florence, est un tueur à gages américain.

## Biographie
Après une petite carrière de vendeur d'encyclopédie dans les années 1950, Charles Harrelson entre dans le monde du banditisme avec des paris illégaux. Il enchaîne ensuite les vols à main armée qui lui vaudront ses premières condamnations au début des années 1960, avant d'être accusé en 1968 d'avoir assassiné, pour la somme de $ 2 000, Sam Degelia, un marchand de grain, père de quatre enfants. Après un premier procès au cours duquel il échappe à la condamnation, il est à nouveau traîné devant la justice en 1973 et condamné pour assassinat à 15 ans de prison.
Il bénéficie d'une libération conditionnelle en 1978. Il est rattrapé par la justice l'année suivante, pour l'assassinat du juge John H. Wood Jr. (en), premier juge fédéral des États-Unis assassiné au cours du XXe siècle. Pendant l'interrogatoire, Charles Harrelson, en pleine montée de cocaïne, confesse ce crime ainsi que l'assassinat de John Fitzgerald Kennedy. La justice le condamne à perpétuité. Il meurt d'une crise cardiaque en 2007.

### Famille
Il est le père des acteurs Woody Harrelson et Brett Harrelson,.